# Porasilus lesbius
Porasilus lesbius là một loài ruồi trong họ Asilidae. Porasilus lesbius được Lamas miêu tả năm 1971. Loài này phân bố ở vùng Tân nhiệt đới.